# Кузнецов, Исай Константинович
Иса́й Константи́нович Кузнецо́в (17 [30] ноября 1916, Петроград, Российская империя — 28 июля 2010, Москва, Россия) — советский и российский драматург и сценарист, писатель, педагог.

## Биография
Родился 17 (30) ноября 1916 года в Петрограде в религиозной еврейской семье (его дед был кантонистом в русской армии), в детстве изучал древнееврейский язык. В 1931 году семья переезжает в Москву. Учился в ФЗУ Электрозавода, работал контролёром на заводе «Шарикоподшипник». В 1941 году окончил студию Театра рабочей молодежи при заводе (ТРаМ электриков), руководимого Валентином Плучеком; в 1939 году вместе с Зиновием Гердтом, товарищем по ФЗУ и ТРАМу, стал актёром так называемой «Арбузовской студии» под руководством Алексея Арбузова и Плучека. Первую пьесу «Дуэль» написал в соавторстве со студийцами Александром Галичем (тогда Гинзбург) и Всеволодом Багрицким. Пьеса репетировалась в студии вплоть до начала Великой Отечественной войны.
Участник Великой Отечественной войны, как и многие студийцы, Исай Кузнецов ушёл на фронт, воевал на Ленинградском, затем на Первом Украинском фронте в составе 11-й понтонно-мостовой бригады, дошёл до Дрездена. Служил в должности химического инструктора понтонно-мостового батальона. Был демобилизован в 1945 году старшим сержантом. Два его брата и жена погибли на фронте. Член ВКП(б) с 1944 года.
После окончания войны Кузнецов был приглашён Валентином Плучеком в качестве ассистента режиссёра в Московский гастрольный театр, которым он в то время руководил. В 1949 году, во время так называемой «борьбы с космополитизмом», Кузнецов был из театра уволен, чуть позже уволили и Плучека.
Автор сценариев для телепрограмм, пьес, многие написаны в соавторстве с А. Г. Заком. Их пьесой «Два цвета» начинался театр «Современник».
Автор сценариев таких в своё время популярных фильмов как «Достояние республики», «Москва-Кассиопея», «Пропавшая экспедиция» и «Золотая речка».
В 1971—1972 годах читал курс лекций по кинодраматургии на Высших курсах сценаристов и режиссёров
В 1976—2000 годах вместе с Кирой Парамоновой руководил сценарной мастерской ВГИКа. Его ученики: Р. М. Литвинова, В. П. Тодоровский, Андрей Амлинский, Александр Черных, Надежда Шахова, А. В. Высоцкий, Р. Р. Качанов.
В 2015 году вышла его автобиографическая книга «Жили-были на войне», где рассказано о том, как в 1941 году он ушёл на фронт и служил сержантом в понтонных частях, с которыми дошёл до Дрездена. Эти рассказы не о боях и сражениях, они о людях на войне. В сборник включены и его мемуарные записки «До и после» — о предвоенной и послевоенной молодости, о друзьях — Зиновии Гердте, Александре Галиче, Борисе Слуцком, Михаиле Львовском, Всеволоде Багрицком, Давиде Самойлове. Член СП СССР (1957) и СК СССР.
Умер 28 июля 2010 года. Похоронен в Москве на Кунцевском кладбище (4 уч.).

## Семья
- первая жена — Марина Малинина (актриса студии Рубена Симонова, погибла на фронте).

- вторая жена — Евгения Петрова, актриса МХАТа (дочь — переводчица и журналистка Ирина Исаевна Кузнецова)[3].

- внук — Алексей Дурново, журналист радиостанции «Эхо Москвы».

- троюродный брат (по материнской линии) — В. И. Стенич, переводчик.

## Сочинения

### Драматургия
Все пьесы написаны в соавторстве с Авениром Заком
- Вперёд, отважные! Пьеса. М.; Л., 1952.
- Сказка о сказках. М., 1957.
- Сказка про сказки: Волшебное представление. М., 1957.
- Единственный племянник. М., 1962.
- Солнечное сплетение. М., 1962.
- Приглашение к подвигу. Комедия. М., 1965.
- Приключения Витторио. Героическая комедия. М., 1968.
- Пропало лето; Спасите утопающего. Юмористические киноповести. М., 1968.
- Солнечное сплетение. Пьесы. М., 1968.
- Пятнадцатая весна. Пьеса. М., 1972.
- Весенний день тридцатого апреля. М., 1974.
- Два цвета. Пьесы. М., 1976.

### Сценарии
Все сценарии, с первого фильма и до фильма «Пропавшая экспедиция» включительно, кроме телефильма «Комендант Лаутербурга», написаны в соавторстве с Авениром Заком
- 1959 — Колыбельная
- 1963 — Пропало лето
- 1966 — Утренние поезда
- 1967 — Спасите утопающего
- 1968 — Любить… (один из сюжетов)
- 1969 — Комендант Лаутербурга
- 1969 — Мой папа — капитан
- 1971 — Достояние республики
- 1973 — Москва — Кассиопея
- 1974 — Отроки во Вселенной
- 1975 — Пропавшая экспедиция
- 1976 — Золотая речка
- 1978 — Исчезновение
- 1979 — Похищение «Савойи»
- 1983 — Ученик лекаря
- 1984 — Медный ангел
- 1986 — Верните бабушку

### Проза
- Лестницы. Роман. — М., 1990.
- Все ушли… Воспоминания, сны, разговоры [Роман]. — М., 2001.
- Жили-были на войне. Рассказы и воспоминания. — М., 2015.
- Прекрасная пора нашей жизни. Драматургия, новеллы, воспоминания, статьи. — М., 2020.
- Великий мусорщик. Кинороман. — М., 2023.

## Награды и премии
- Государственная премия РСФСР имени братьев Васильевых (1977) — за сценарии фильмов «Москва — Кассиопея» и «Отроки во Вселенной»
- орден Красной Звезды (27.9.1944)
- орден Отечественной войны I степени (6.4.1985)
- медали, в том числе «За освобождение Праги»[9]